# Макажой

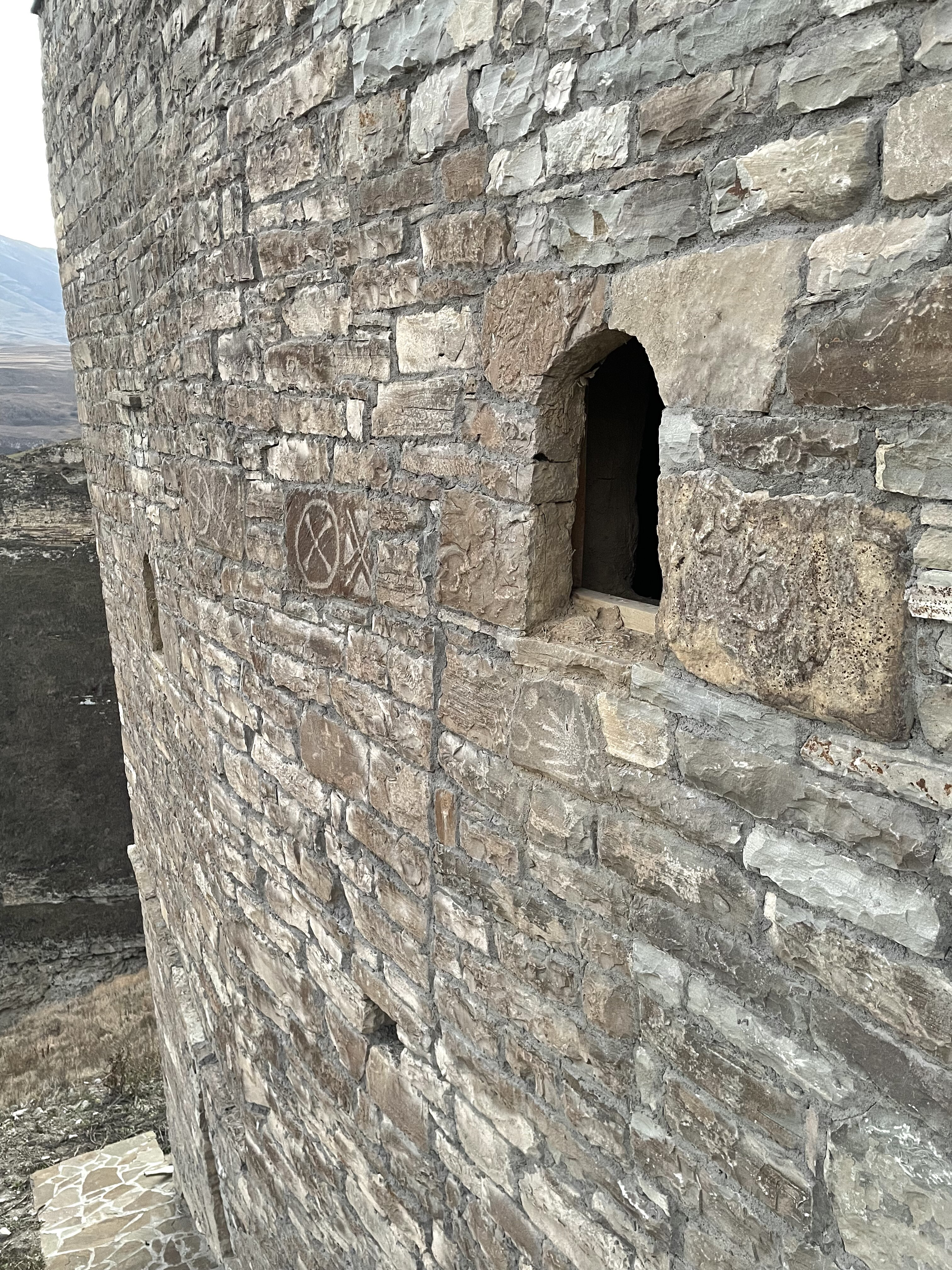
Мечеть XVl века. На ней около 25 петроглифов.

Макажой (чечен. Макажа) — село в Веденском районе Чеченской Республики. Административный центр Макажойского сельского поселения.

## Название
Макажа (чечен. Макӏажа) в переводе с чеченского означает — «у подножья высот (гор)».

## География
Село расположено выше слияния рек Ансалта и Ахкете, в 57 км к югу от села Ведено, в 125 км от Грозного.
Ближайшие населённые пункты: на юго-западе — Тунжи-Аул и Буни, на северо-востоке — Хой, на северо-западе — Нохчи-Келой, на северо-западе — Ари-Аул, на юге — Садой.
На территории села расположен Макажойский историко-архитектурный комплекс.

## История
Село долгое время было крупным центром чеченского тукхума Чеберлой. Формирование Макажоя как духовного центра Чеберлоя относится к периоду Средневековья и связано с процессом распространения ислама. Здесь расположена одна из старейших мечетей Чеченской Республики. С 1375 года Макажой стал объектом миссионерской деятельности шейха Гады (чечен. ГIада), уроженца Шемы (современная Сирия). Согласно историческим источникам, исламские миссионеры начали проникать в этот регион и до него, однако их имена остались неизвестными. Шейх Гада активно занимался миссионерской деятельностью вплоть до своей кончины в конце XIV века. На месте его погребения в Макажое впоследствии был построен зиярат.
В округе довольно много руин средневековых построек башенного типа, на них сохранились разного рода петроглифы.

## Население
| 1990 | 2002 | 2010 |
| ---- | ---- | ---- |
| 226  | ↘134 | ↗373 |